# Птахівництво
Птахівни́цтво — галузь сільськогосподарського виробництва, основним завданням якої є розведення, вирощування, утримання, годівля птиці, застосування механізації, автоматизації, проведення ветеринарної профілактики з метою одержання продукції птахівництва. Птахівництво є найбільш скороспілою галуззю тваринництва, яка при порівняно незначних затратах праці й кормів дає за короткий час високоякісну продукцію (доросла птиця, молодняк птиці, інкубаційні та харчові яйця, продукти забою та переробки, пух та пір'я тощо), послід, що широко використовується не тільки в харчовій промисловості, а й у парфумерній, мікробіологічній промисловості та медицині.

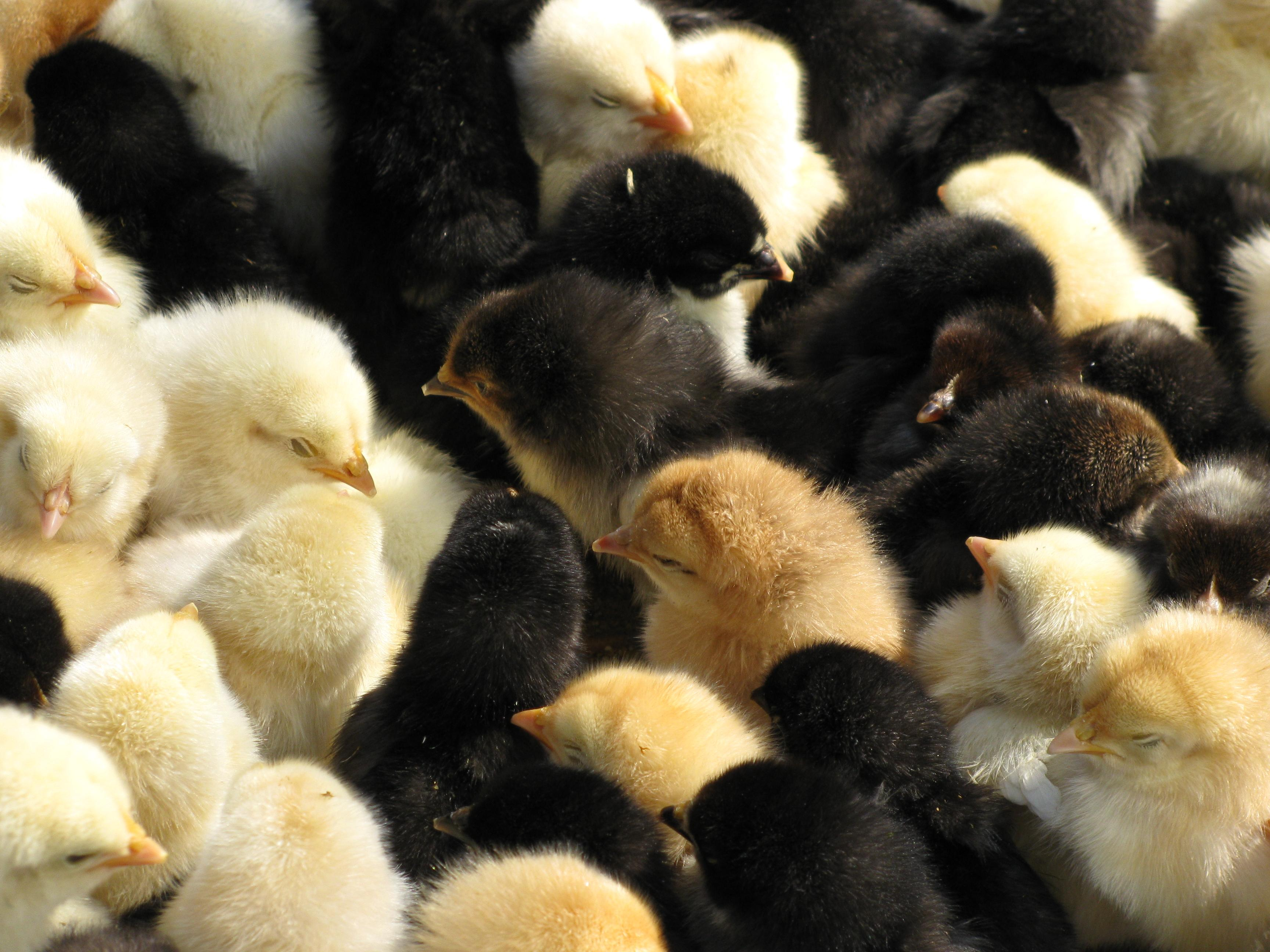
Курчата
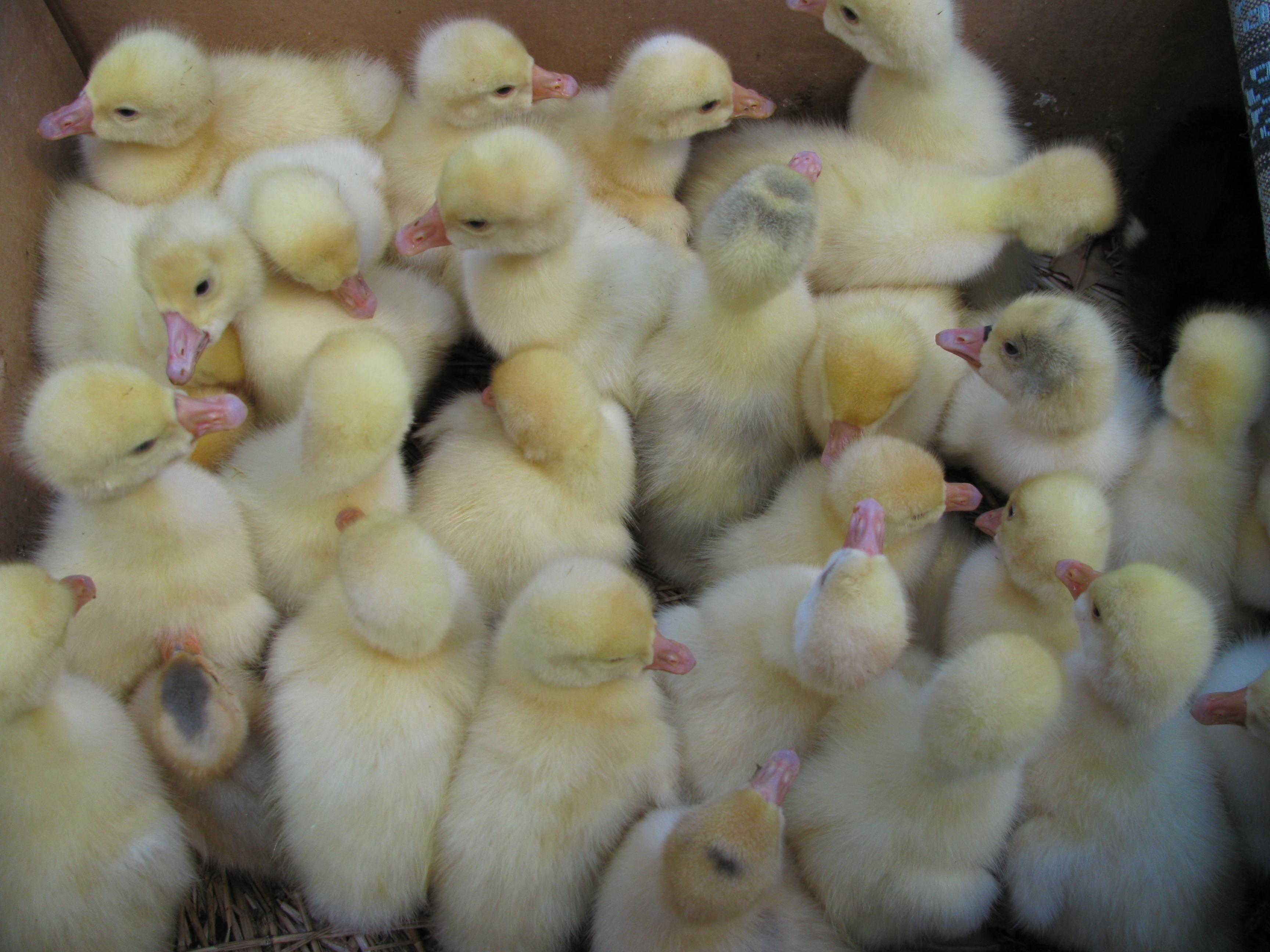
Каченята
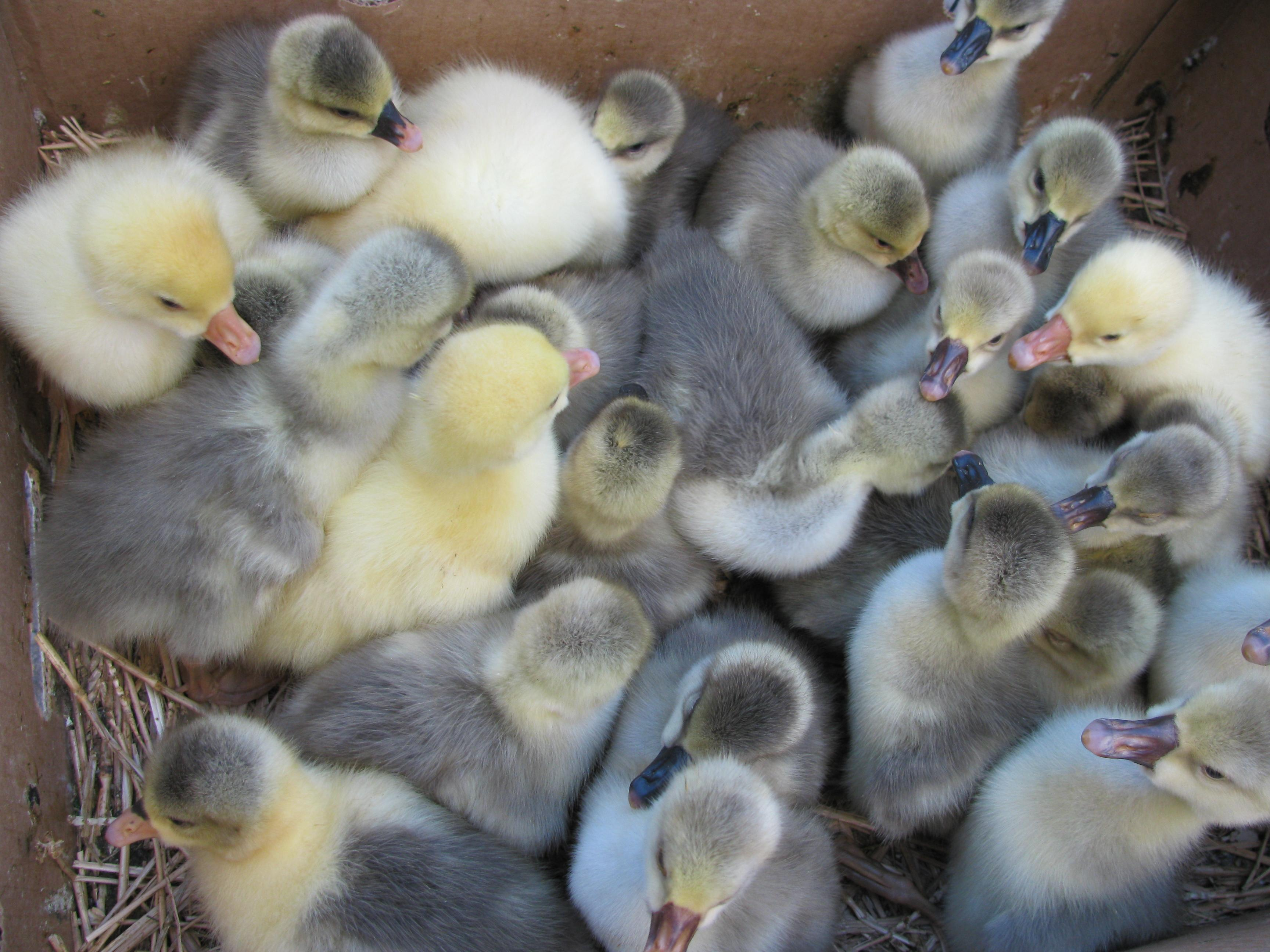
Гусенята

## Приклади
| Птах            | Дикий пращур       | Використання                        | Зображення |
| --------------- | ------------------ | ----------------------------------- | ---------- |
| Курка           | Банківський півень | м'ясо, пір'я, яйця, прикраси, шкіра |            |
| Качка           | Мускусна качка     | м'ясо, пір'я, яйця                  |            |
| Ему             | Ему                | м'ясо, шкіра, масло                 |            |
| Гуска           | Сіра гуска         | м'ясо, пір'я, яйця                  |            |
| Павич           | Павич              | м'ясо, пір'я, прикраси, озеленення  |            |
| Лебідь-шипун    | Лебідь-шипун       | пір'я, яйця, озеленення             |            |
| Страус          | Страус             | м'ясо, пір'я, яйця, шкіра           |            |
| Сизий голуб     | Сизий голуб        | м'ясо, пір'я, прикраси              |            |
| Домашня індичка | Дика індичка       | м'ясо, пір'я                        |            |
| Цесаркові       | Цесарка            | м'ясо, боротьба зі шкідниками       |            |
| Фазан звичайний | Фазан звичайний    | м'ясо                               |            |
| Золотий фазан   | Золотий фазан      | м'ясо, в основному декоративне      |            |
| Нанду           | Нанду              | м'ясо, шкіра, масло, яйця,          |            |

Щі́льність поса́дки пти́ці — кількість голів птиці, розміщеної на 1 м² площі підлоги або клітки в залежності від виду і віку птиці.

## Птахівництво на українських землях
Птахівництво було здавна широко розвинене на всіх укр. землях, особливо в Галичині, на Правобережжі й на Кубані.
Свійська птиця до колективізації давала добрі прибутки селянам, зокрема тому, що її легко було збувати, а тримати могло й найбідніше господарство. Перед першою світовою війною в Україні годували близько 70 млн, по війні до 50 млн свійських птахів. Хоч годівля була екстенсивна, проте продукти птахівництва — яйця, м'ясо та пір'я, були важливим продуктом вивозу, бо селяни їх мало споживали. Перед першою світовою війною з 9 українських губерній щороку за кордон вивозили близько 70 млн яєць, що становило майже половину вивозу з усієї Російської Імперії. З Галичини у 1929 — 30 pp. вивезено 30 000 т яєць.

### Птахівництво в УРСР
Також після заведення колективізації плекання свійської птиці є головною в руках особистих присадибних господарств населення, яким належить в УРСР (1971) 63'% всієї свійської птиці і 62 % продукції яєць. Щораз більше значення у розвитку птахівництва мають великі колгоспні й радгоспні птахоферми, які спеціалізуються на вирощуванні певного виду птахів; у околицях великих міст і в промислових районах існують спеціалізовані птахорадгоспи і птахофабрики. Велику роль у розвитку відограють інкубаторно-птахівничі станції. Але постійна нестача кормів гальмує розвиток птахівництва. Потреби населення у його продуктах ще далеко не задоволені.
Чисельність всієї свійської птиці в УРСР за різні роки і по різних категоріях господарств видно з табл. (у тис.: голів):
|                                              | 1961   | 1966   | 1971   |
| -------------------------------------------- | ------ | ------ | ------ |
| Всі категорії господарств                    | 129630 | 120495 | 155203 |
| Колгоспи, радгоспи та ін. держ. господарства | 30 184 | 30 638 | 56 903 |
| З них: колгоспи                              | 22 528 | 18 316 | 30 566 |
| радгоспи                                     | 5 833  | 11 156 | 24 803 |
| Особисті підсобні господарства               | 99 446 | 89 857 | 98 300 |

Наведені числа вказують, що в розвитку птахівництва щораз більшу ролю відограють радгоспи (зазвичай птахорадгоспи і птахофабрики).
Докладніше чисельність поодиноких видів свійських птахів точно невідоме. Чисельність птиці у колгоспах, радгоспах та ін. держ. господарствах така (у тис. голів):
|                           | 1961   | 1966   | 1971   |
| ------------------------- | ------ | ------ | ------ |
| Кури                      | 21 359 | 28 408 | 52 276 |
| у тому числі кури-несучки | 16 257 | 19027  | 30256  |
| Гуси                      | 1563   | 394    | 237    |
| Качки                     | 3901   | 1351   | 3856   |
| Індики                    | 159    | 485    | 237    |

Виробництво яєць (у млн штук) мінялося так:
|                                             | 1940  | 1950  | 1960  | 1965  | 1970  |
| ------------------------------------------- | ----- | ----- | ----- | ----- | ----- |
| Всі категорії господарств                   | 3 273 | 3 490 | 7 187 | 6 941 | 9 202 |
| у тому ч.:                                  |       |       |       |       |       |
| Колгоспи, радгоспи і ін. держ. господарства | 225   | 369   | 1065  | 1 682 | 3 506 |
| Особисті підсобні господарства              | 3 048 | 3 121 | 6 122 | 5 259 | 5 696 |

На 100 га зернової площі в УРСР в 1970 було вироблено 59 200 штук яець (1940 — 15300, 1964 — 37600).
Виробництво пташиного м'яса у різні pp. таке (у тис. т): 1950 — 75, 1960 255, 1965 — 196, 1970 — 312 або 20,0 центнерів на 100 га зернової площі і 10,9 % виробництва м'яса по всіх родах тварин.
Поголів'я свійської птиці в УРСР становило 1971 — 24 % всесоюзного, виробництво яєць — 23 %.

### Птахівництво в Україні сьогодні
Для вирішення актуальних питань реформування галузі птахівництва необхідний системний підхід з чітким розумінням структури галузі як системи, ланки якої взаємодіють між собою узгоджено. Концепція реформування передбачає: чітке формулювання коротко і довгострокових цілей, науково обґрунтованого планування, оцінки можливих ризиків й розробки стратегій щодо їх подолання, ресурсне забезпечення, здійснення контролю за виконанням поставлених завдань, моніторинг галузі та корегування планів під впливом нових умов.
Для розширеного виробництва продукції птахівництва необхідно налагодити роботу племінних птахівничих підприємств, які б забезпечили потреби вітчизняних підприємств і господарств населення якісним молодняком сільськогосподарської птиці за прийнятними цінами.
Для підвищення конкурентоспроможності продукції птахівництва присадибних і фермерських господарств й подальшого розвитку у світлі вступу України в СОТ, необхідно організувати мережу виробничих та обслуговуючих кооперативів, лабораторій контролю якості продукції, роздрібної торгівлі кормами, ветеринарними препаратами, обладнанням, тощо.
Створення логістичного центру з питань птахівництва й сучасної сільськогосподарської торговельної біржі підвищить ефективність галузі.

## Найбільші виробники курячих яєць
- Cal-Maine Foods — 29 млн курей[1]
- Агрохолдинг «Авангард» — 22 млн курей[1]